# Lotte Bingmann-Droese

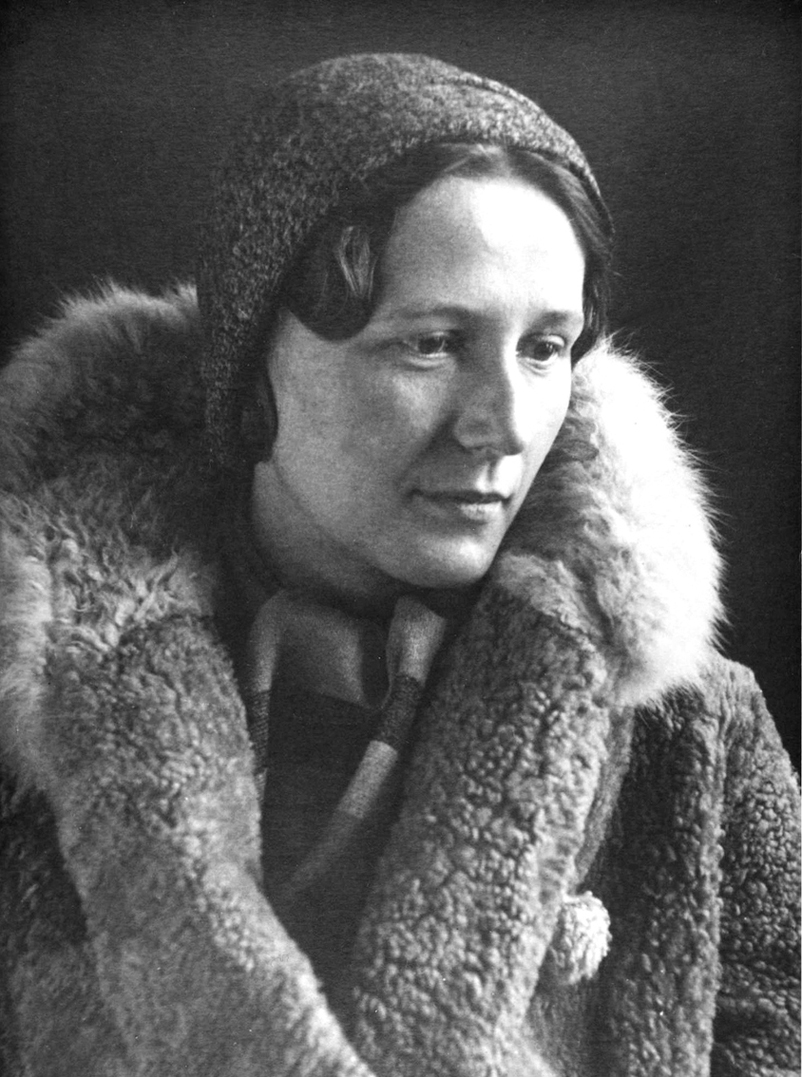
Lotte Bingmann-Droese, 1930er Jahre

Lotte Bingmann-Droese (* 22. August 1902  als Charlotte Droese in Karthaus bei Danzig; † 10. Januar 1963 in Gießen) war eine deutsche Malerin.

## Leben
Nach dem frühen Tod des Vaters im Ersten Weltkrieg zog die Mutter mit Lotte Droese von Karthaus nach Danzig, wo sie nach der mittleren Reife eine Ausbildung zur Bibliothekarin machte und anschließend eine Anstellung in der Städtischen Bibliothek erhielt. Zu dieser Zeit malte sie bereits autodidaktisch. Nach einer Begegnung mit Christian Rohlfs studierte sie Malerei bei Fritz Pfuhle in Danzig.
Durch ihren Verlobten Fritz Heidingsfeld, der an der Gießener Universität Kunstgeschichte studierte, kam Lotte Droese 1931 nach Gießen. Dort löste sich die Verlobung. 1941 heiratete sie in Gießen den Kunsthistoriker Klaus Bingmann, der aus Mainz stammte. Im selben Jahr erhielt Bingmann die Einberufung. Er blieb im Zweiten Weltkrieg in Russland verschollen und wurde 20 Jahre nach Kriegsende für tot erklärt. Seit der Gründung 1943 war Bingmann-Droese Mitglied im  Oberhessischen Künstlerbund und nahm regelmäßig an den Jahresausstellungen teil. 1944 wurde ihre Wohnung an der Ostanlage in Gießen ausgebombt, wodurch viele Werke zerstört wurden. Vorübergehend wurde die Malerin in einem Vogelsberger Dorf bei Schotten untergebracht. Nach dem Krieg bezog sie mit ihrer Mutter Olga (1879–1961) eine Dachgeschosswohnung in der Hausnummer 44 der Stephanstraße, die trotz des beengten Raumes zum Treffpunkt für die Künstlerfreunde wurde. Zu Lotte Bingmann-Droeses Gießener Freundeskreis zählten der Schriftsteller und Arzt Hans Joachim Leidel und der Lyriker Hans Thyriot. 1951 wurde eine Schüttellähmung diagnostiziert, mehrere Krankenhausaufenthalte folgten. 1963 starb Lotte Bingmann-Droese im Alter von sechzig Jahren an den Folgen ihrer Erkrankung. Sie wurde auf dem Neuen Friedhof in Gießen beigesetzt.

## Werk
In den 1930er Jahren malte Bingmann-Droese Porträts, Bauernhäuser oder Kartoffelernten, die sich an die Anforderungen des NS-Regimes an die Bildenden Künstler anpassten. Nach Kriegsbeginn wird aufgrund der persönlichen Lebenserfahrungen in ihren Arbeiten eine Distanzierung deutlich. Zwischen 1939 und 1944 besuchte Bingmann-Droese regelmäßig die Künstlerkolonie Nidden an der Kurischen Nehrung und gehörte zum Malerkreis um Ernst Mollenhauer, Max Pechstein, Fritz Burmann und Richard Birnstengel. In Nidden entstanden motivisch inspirierte Gemälde, Aquarelle und Zeichnungen, die vom deutschen Expressionismus beeinflusst waren wie „Boote an einem Bodden“ von 1947, Zeichnung und Aquarell auf Papier, 45 × 59 cm.
Nach der Zerstörung eines Großteils ihrer Werke durch einen Bombenangriff zählten die Jahre ab 1946 zu den produktivsten in Bingmann-Droeses Malerei. Neben den immer wiederkehrenden Erinnerungen an die ostpreußische Küste malte sie Menschen in Landschaften, Frauengestalten, melancholische Selbstporträts und Kinderbilder. In der Serie „Häuserangst“ verarbeitete Bingmann-Droese ihre Kriegserfahrungen, stellte Straßenzüge und Häuserzeilen von düsterer, bedrohlicher Stimmung dar. Viele Gemälde entstanden aus der Berührung mit anderen Künsten, unter dem Eindruck von Gedichten oder eines Konzertes. In den letzten Jahren wandte sich ihr Malstil hin zur Abstraktion.
Werkauswahl
- Menschen, 1955, Öl, 64,5 × 81,5 cm
- Puppenfahrt, 1953, Öl, 71 × 93 cm
- Eurydike, um 1953, Öl, 68 × 51 cm
- Großer dunkler Wandbehang, um 1953, Mischtechnik, 144 × 118 cm
- Doppelgesicht, um 1952, Aquarell, 24,5 × 35,5 cm
- Dunkler Frühling, 1952, Öl, 84,5 × 67,5 cm
- Gäa und der Mond, 1952, Öl, 80 × 92 cm
- Nach dem Konzert, 1946, Tempera, 82,4 × 60, 3 cm

## Nachlass
Der schriftliche Nachlass von Lotte Bingmann-Droese befindet sich im Archiv des Bonner Frauenmuseums. Im Jahr 1989 schrieb das Frauenmuseum den Lotte-Bingmann-Droese-Kunstpreis aus.
Ein Großteil des malerischen Werkes befindet sich im  Oberhessischen Museum in Gießen sowie in zahlreichen Privatsammlungen. In den vergangenen Jahren gelangten immer wieder Arbeiten der Malerin in den Kunstauktionshandel.

## Ausstellungen (Auswahl)
- 1974 Lotte Bingmann-Droese. Gedächtnisausstellung, BBK Lahn
- 1968 Lotte Bingmann-Droese, Internationales Kulturzentrum, Frankfurt am Main
- 1963 Lotte Bingmann-Droese, Oberhessisches Museum, Gießen
- 1956 Zeitgenössische Kunst des Deutschen Ostens, Frühjahrsausstellung der Künstlergilde e.V., Mathildenhöhe, Darmstadt
- 1955 Maler in Nidden, Städtische Kunsthalle im Zeughaus, Mannheim
- 1955 Heidelberg
- 1954 Baden-Baden
- 1952 Frankfurt am Main
- 1950 Ostdeutsche Bildkunst, Kunsthalle Düsseldorf
- 1948 Danziger Malkultur, Galerieräume der Kunstrunde e.V., Hamburg
- Seit 1943 regelmäßige Teilnahme an den Jahresausstellungen des Oberhessischen Künstlerbundes, u. a. in Gießen, Wetzlar und Bad Nauheim
- 1942 Lotte Bingmann-Droese. Pastelle, Aquarelle, Ölbilder, Zeichnungen. Schloss, Königsberg